# Bembidion oppressum
Bembidion oppressum är en skalbaggsart som beskrevs av Thomas Casey. Bembidion oppressum ingår i släktet Bembidion och familjen jordlöpare. Inga underarter finns listade i Catalogue of Life.